# Ralph Connor Memorial United Church (Canmore)
Die Ralph Connor Memorial United Church ist ein Kirchengebäude der United Church of Canada in der kanadischen Stadt Canmore (Alberta).

## Geschichte
Nachdem die Region um Canmore durch die Eisenbahngesellschaft Canadian Pacific Railway erschlossen war und 1887 die erste Kohlenmine im Ort den Betrieb aufnahm, begannen auch verschiedene christliche Konfessionen im Ort Präsenz zu zeigen. Im Juli 1890 erreichte der presbyterianische Geistliche Charles Gordon den Ort. Er erhielt durch seine Kirche in Calgary 200 Dollar, um mit dem Bau eines Gotteshauses zu beginnen. Der Einweihungsgottesdienst der neuen Kirche, die neugotische Stilelemente aufgriff, konnte bereits im Januar 1891 gefeiert werden. Im Rahmen einer Einweihungsfeier, für die eine Festgemeinde mit einem Sonderzug anreiste, konnten genug Spenden aufgebracht werden, so dass die neue Kirchengemeinde keine Schulden mehr durch den Bau des Gebäudes besaß.
In der Anfangszeit Canmores wurde die Kirche auch für einen symbolischen Dollar im Jahr an die Anglikaner für deren Gottesdienste vermietet, bis diese ihre St. Michael’s Church an der Straße Veterans Way fertiggestellt hatten. Auch die Lutheraner feierten hier Gottesdienste. Charles Gorden selber blieb bis 1894 in Canmore. Er wurde später zu einem bedeutenden Fürsprecher der Schaffung der Kirchenunion in Kanada aus Presbyterianern, Methodisten und Kongregationalisten, die schließlich offiziell 1925 erfolgte. Auch die Gemeinde in Canmore schloss sich der neuen United Church an. Gordon hatte in der Zwischenzeit auch Bekanntheit durch seine schriftstellerische Tätigkeit unter dem Pseudonym Ralph Connor erlangt. 1941 entschloss sich die Gemeinde in Canmore, ihm zu Ehren die Kirche in Ralph Connor Memorial United Church umzubenennen.